# Mikhal
Titre
Princesse d'Israël et de Juda
Michal (hébreu : מִיכַל  [miˈχal]), parfois orthographié Mikhal, Michol, Mical ou Mikal, est un personnage biblique, la seconde fille du roi Saül et la première épouse de David dans la Bible hébraïque

## Présentation
Saül offre d'abord sa fille aînée Mérob en mariage à David, puis il lui donne sa cadette Mikhal (I Samuel 18). Le récit semble faire une allusion au mariage de Jacob avec Léa puis Rachel sa cadette. Saül avait promis sa fille à qui vaincrait le géant Goliath (I Samuel 17:25). David n'épouse pas l'aînée Merob et doit offrir comme dot cent prépuces prélevés sur des Philistins pour obtenir Mikhal.
Il est dit que Mikhal aime David, mais à aucun moment David n'exprime de sentiments pour elle. Mikhal a pourtant prouvé sa fidélité à David en l'aidant à fuir la colère de Saül : quand les messagers de Saül viennent chercher David afin qu'il soit exécuté, Mikhal le prévient et l'aide à s'échapper en prétextant une maladie le contraignant à rester au lit. Quand Saül s'aperçoit de la supercherie, il questionne Mikhal qui ment en répondant :
Il m’a dit : Laisse-moi aller, ou je te tue.
(I Samuel 19:17, Version du chanoine Crampon - 1923)
Bien qu'il sache que David est vivant et en fuite, Saül donne Mikhal à un autre époux : Paltiel, fils de Laïs. Quand David exige qu'elle lui soit rendue, il ne fait allusion qu’à la dot qu'il a payée pour elle alors qu' entre-temps il a épousé un grand nombre de femmes, dont Abigaïl, et eu des enfants en exil. Malgré l'interdiction dans le Deutéronome 24:1-4 du rétablissement d'un mariage avec une précédente épouse remariée depuis, David demande le retour de Mikhal après son couronnement en Judée, après la mort de Saül. À ce moment David n'a pas divorcé de Mikhal, Saül ayant cassé le mariage. Ils ne sont donc pas légalement divorcés car David n'a pas fait acte de répudiation comme le veut la loi juive. Paltiel suit Mikhal en pleurant ; Abner lui ordonne de retourner chez lui.
Et David envoya des messagers à Isboseth, fils de Saül, pour lui dire : « Donne-moi ma femme Michol, que j’ai épousée pour cent prépuces de Philistins. »
Isboseth l’envoya prendre à son mari Phaltiel, fils de Laïs ;
et son mari l’accompagna, marchant et pleurant derrière elle, jusqu’à Bathurim. Là Abner lui dit : « Va, retourne chez toi. » Et il s’en retourna.
(II Samuel 3:14-16, Version du chanoine Crampon - 1923)
Dans II Samuel 6, Mikhal critique David parce qu'il danse, seulement vêtu d'un éphod de lin, alors qu'il apporte l'Arche d'alliance à Jérusalem, nouvellement capturée, lors d'une procession religieuse. Mikhal voit David se ridiculiser, et elle, fille de roi, sœur de roi (le fils de Saül Ishboshet a été sacré roi - II Samuel 2:8-10) lui rappelle son rang : « Comme s'est honoré aujourd'hui le roi d'Israël, en se donnant en spectacle aux servantes de ses serviteurs, comme l'aurait fait un rustre ! » (II Samuel 6, 16 à 23). 
David répond à cette remarque : « C'est devant l'Éternel, qui m'a choisi de préférence à ton père et à toute sa maison pour m'établir chef sur le peuple de l'Éternel, sur Israël, c'est devant l'Éternel que j'ai dansé. Je veux paraître encore plus vil que cela, et m'abaisser à mes propres yeux ; néanmoins je serai en honneur auprès des servantes dont tu parles. »
Et le texte conclut 
« Et Mikhal la fille de Saül resta sans enfant jusqu'au jour de sa mort. »
Les Écritures laissent à penser qu'il s'agit d'un châtiment pour sa critique. Elle n'est plus citée par la suite.
Le Talmud de Babylone rapporte que Mikhal portait les tefilin et que les sages ne l'en n'ont pas empêché. Solomon Luria commente que c'est parce qu'elle était une femme d'une grande sagesse et la femme du roi.

## Galerie

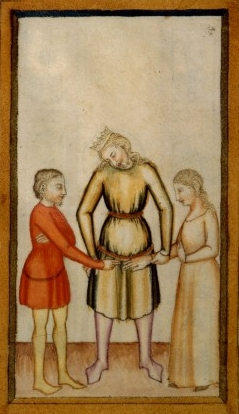
Mariage de Mikhal et de Paltiel, miniature extraite du Speculum humanae salvationis (XIVe siècle), conservé à la BNF
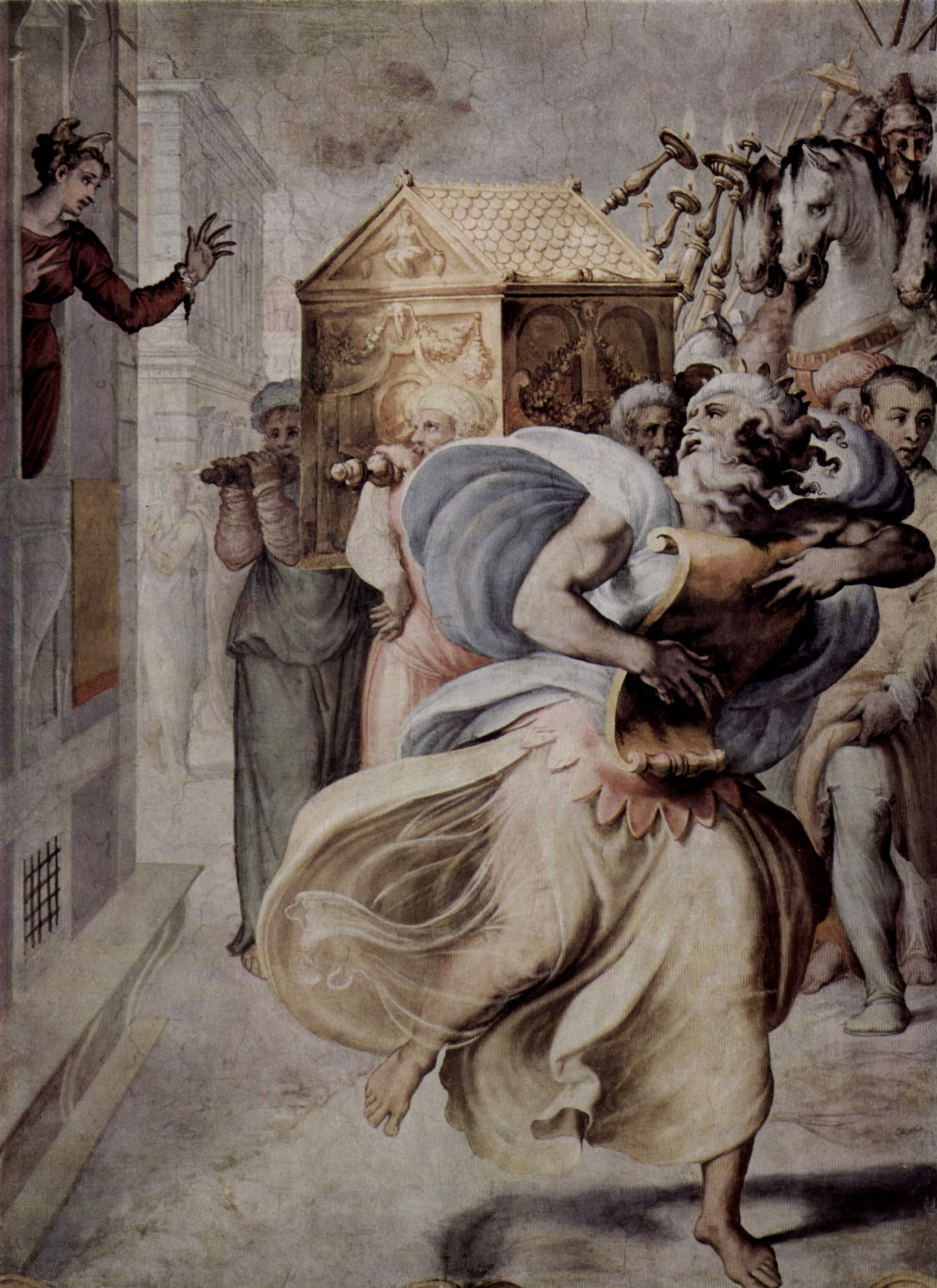
Mikhal regarde David danser devant l'Arche d'alliance. Tableau de Francesco Salviati (1552-1554)